# Dendrophorbium
Dendrophorbium es un género de plantas herbáceas perteneciente a la familia de las asteráceas. Comprende 88 especies descritas y de estas, solo 68 aceptadas.

## Taxonomía
El género fue descrito por (Cuatrec.) C.Jeffrey y publicado en Kew Bulletin 47(1): 65. 1992.

## Especies aceptadas
A continuación se brinda un listado de las especies del género Dendrophorbium aceptadas hasta julio de 2012, ordenadas alfabéticamente. Para cada una se indica el nombre binomial seguido del autor, abreviado según las convenciones y usos.
1. Dendrophorbium acuminatissimum
2. Dendrophorbium angelense
3. Dendrophorbium arboluco
4. Dendrophorbium argutidentatum
5. Dendrophorbium ayopayense
6. Dendrophorbium balsapampae
7. Dendrophorbium biacuminatum
8. Dendrophorbium biserrifolium
9. Dendrophorbium brachycodon
10. Dendrophorbium bradei
11. Dendrophorbium buchtienii
12. Dendrophorbium cabrerae
13. Dendrophorbium cabrerianum
14. Dendrophorbium catharinense
15. Dendrophorbium chaenocephalum
16. Dendrophorbium chingualense
17. Dendrophorbium coroicense
18. Dendrophorbium cosnipatense
19. Dendrophorbium curvidens
20. Dendrophorbium dielsii
21. Dendrophorbium dodsonii
22. Dendrophorbium dolichodoryium
23. Dendrophorbium fastigiaticephalum
24. Dendrophorbium floribundum
25. Dendrophorbium fortunatum
26. Dendrophorbium fruticosum
27. Dendrophorbium gesnerifolium
28. Dendrophorbium glaziovii
29. Dendrophorbium goodspeedii
30. Dendrophorbium ingens
31. Dendrophorbium krukoffii
32. Dendrophorbium limosum
33. Dendrophorbium llewelynii
34. Dendrophorbium lloense
35. Dendrophorbium longilinguae
36. Dendrophorbium medullosum
37. Dendrophorbium moscopanum
38. Dendrophorbium multinerve
39. Dendrophorbium paranense
40. Dendrophorbium pellucidinerve
41. Dendrophorbium pericaule
42. Dendrophorbium pururu
43. Dendrophorbium restingae
44. Dendrophorbium sibundoyense
45. Dendrophorbium silvani
46. Dendrophorbium solisii
47. Dendrophorbium storkii
48. Dendrophorbium subnemoralis
49. Dendrophorbium tabacifolium
50. Dendrophorbium tipocochensis
51. Dendrophorbium trigynum
52. Dendrophorbium usgorense
53. Dendrophorbium vanillodorum
54. Dendrophorbium vargasii
55. Dendrophorbium yalusay
56. Dendrophorbium zongoense